# Museispårvägen Malmö

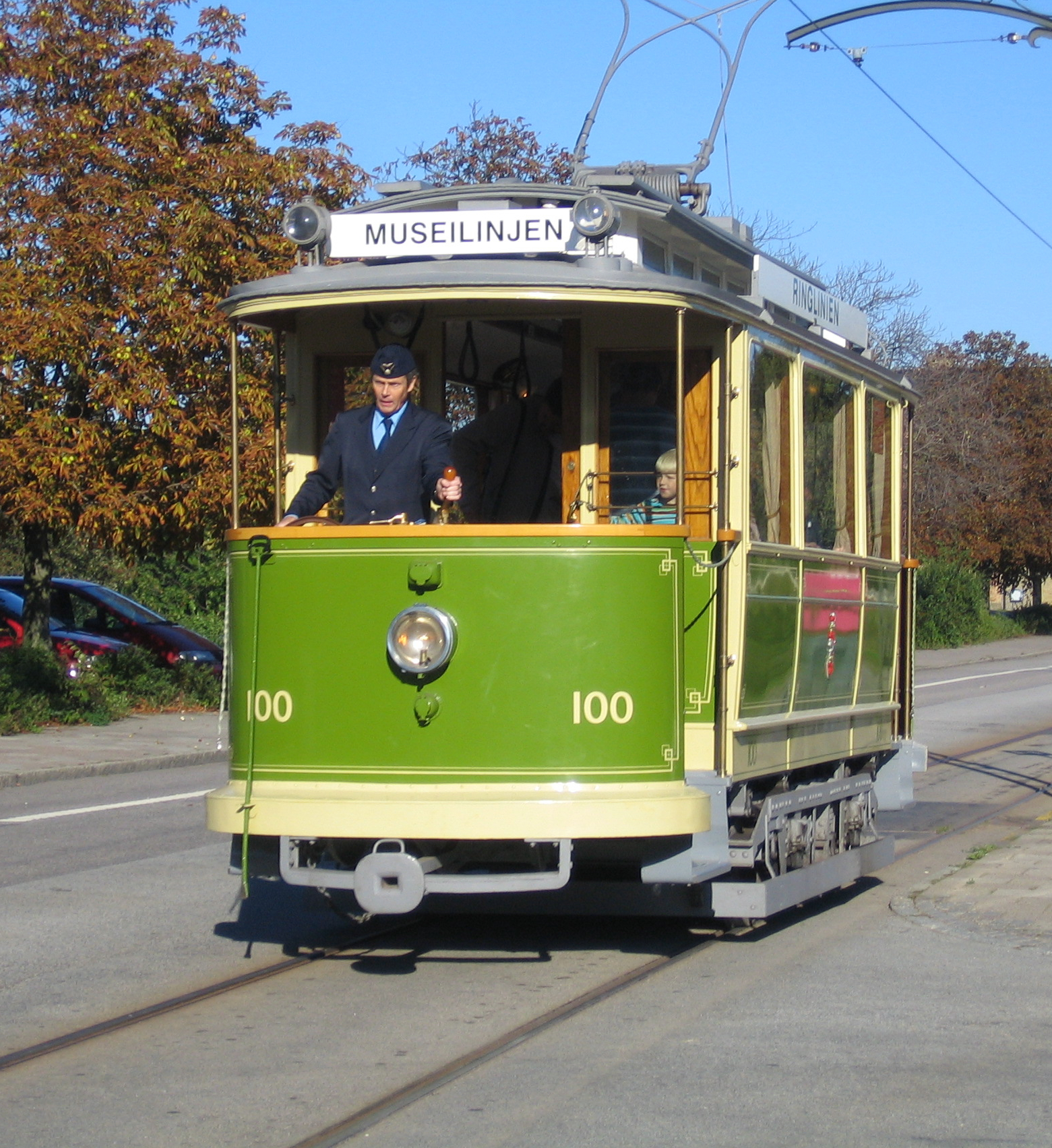
Museispårvagn i Malmö

Museispårvägen Malmö är en museispårväg som går mellan Stadsbiblioteket och Banérskajen. Den tillkom i samband med Malmö Lokaltrafiks 100-årsjubileum 1987.
Invigningen ägde rum den 15 augusti 1987 med ett enkelspår från Banérskajen och i Malmöhusvägen förbi Malmöhus slott fram till Bastion Carolus. Första året drevs linjen av f.d. spårvagnsförare anställda vid Malmö Lokaltrafik.
För den fortsatta driften bildades samma år Malmö stads spårvägar museiförening, i vilken representanter för Tekniska museet, Malmö Energi AB, Gatukontoret, Malmö Lokaltrafik och Svenska Spårvägssällskapets (SSS) Malmöavdelning ingick. Medlemmarna i den sistnämnda föreningen åtog sig att ideellt upprätthålla den fortsatta trafiken på banan, vilken bedrivs sommartid. Numera består museiföreningen av representanter för Malmö Museer och SSS Malmöavdelning.
Den 17 augusti 1991 invigdes en förlängning med ett enkelspår västerut i Malmöhusvägen förbi Turbinen och i Kung Oscars väg fram till Stadsbiblioteket. Därefter har linjen trafikerats: Banérskajen – Stadsbiblioteket - Bastion Carolus och åter till Banérskajen. Ytterligare utbyggnad till en ringlinje fram till Gustav Adolfs torg var planerad till 1992 men har ännu ej förverkligats.
Trafikvagn var från 1987 MSS 20, en tvåriktningsvagn ursprungligen byggd av ASEA i Västerås 1907. Vagnen är i princip återställd till det utförande den fick vid ombyggnad 1928 med bland annat längre plattformar; vissa detaljer är dock från 1950-talet. MSS 20 användes i reguljär trafik fram till 1957.
Sedan 1998 har även MSS 100, en tvåriktningsvagn med öppna plattformar, varit i regelbunden trafik. Vagnen är byggd av Kockums Mekaniska Verkstad i Malmö 1905. Den användes som plog- och rangervagn och sedan som skenslipnings- och redskapsvagn fram till april 1973.

## Externa länkar

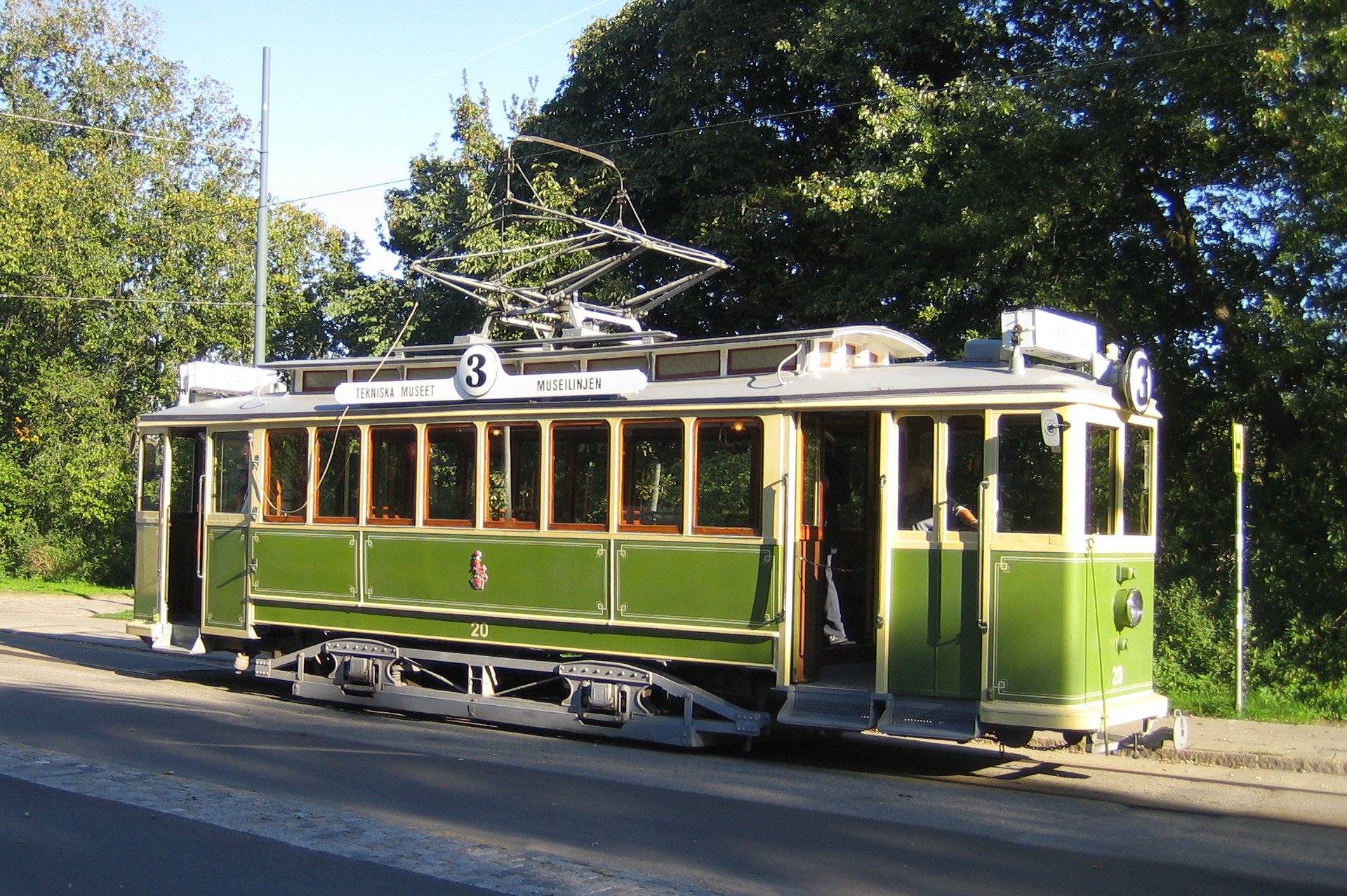
Museispårvagn nr 20
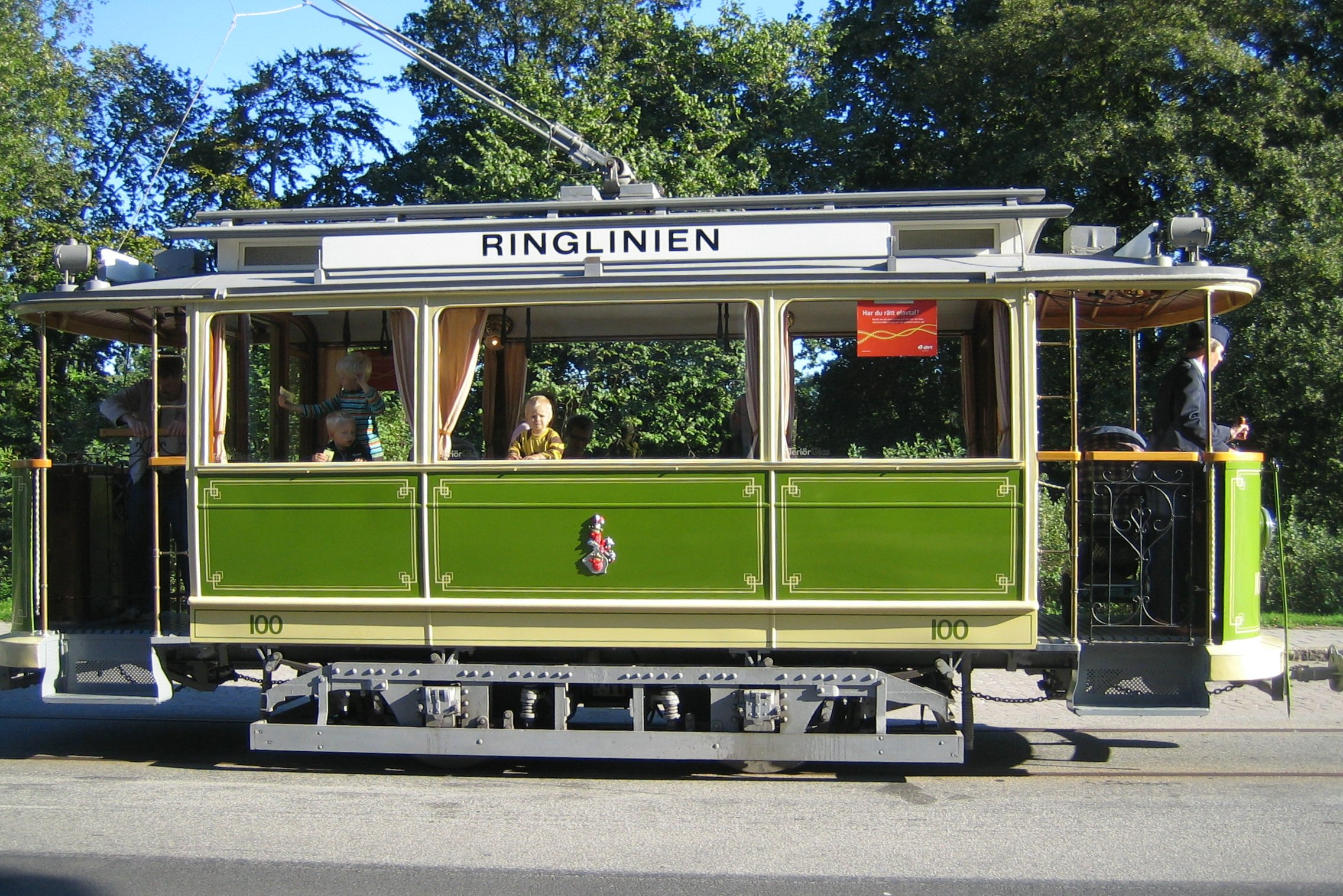
Museispårvagn nr 100